# César Chesneau Du Marsais

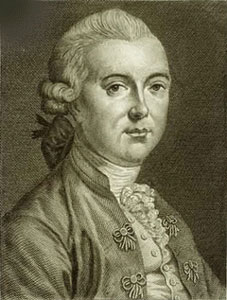
César Chesneau Dumarsais

César Chesneau, sieur Dumarsais (* 17. Juli 1676 in Marseille, Frankreich; † 11. Juni 1756 in Paris), genannt Du Marsais, war ein französischer Philosoph und Grammatiker. Er war einer der Autoren der Encyclopédie.

## Leben
Du Marsais verlor als kleines Kind seinen Vater und wurde von seiner Mutter aufgezogen. Die Mutter verschwendete das ererbte Vermögen und verkaufte zum Kummer ihres Sohnes die wertvolle väterliche Bibliothek.
Ausgebildet wurde er bei den Oratorianern in Marseille, wo er erfolgreich seine Schulausbildung abschloss. Er trat für kurze Zeit in den Orden ein, ging 1701 nach Paris, wo er Rechtswissenschaft studierte. Er arbeitete seit 1704 als Anwalt, heiratete, verließ aber nach kurzer Zeit seine Frau und seine beiden Kinder und trat in den Dienst des Jansenisten Des Maisons (1704–1715), dessen Sohn er unterrichtete.
Er verkehrte im Salon der Mme de Lambert und wurde offizieller Sprechlehrer der jungen Adrienne Lecouvreur, eine der bedeutendsten Tragödinnen an der Comédie-Française. Von 1716 bis 1720  unterrichtete er die Kinder des schottischen Bankiers John Law und von 1720 bis 1732 die Kinder des Marquis de Beauffremont.
Ab 1732 scheint er in prekären wirtschaftlichen Verhältnissen gelebt zu haben. Erst 1744 erschien ein neues Buch, die Dissertation sur la prononciation et sur l’ortographe de la langue française. Sechs Jahre später legte er der französischen Zensurbehörde unter de Rochebrune erfolglos seine Abhandlung Logique vor; er erhielt keine Publikationserlaubnis. Das Buch wurde erst im Rahmen der Werkausgabe von 1769 gedruckt. Im selben Jahr verbreitete sich unter der Hand der anonyme Essai sur les préjuges (Über die Vorurteile), in dem die Staatsmacht in gleicher Schärfe angegriffen wird wie die Macht der Kirche.
Die Forschung war sich lange uneins, ob der Essay, Essai sur les préjuges von Du Marsais oder dem Baron Paul Henri Thiry d’Holbach verfasst worden ist, inzwischen wird der Essay aber Holbach zugeschrieben.
In den letzten sechs Jahren seines Lebens, er war inzwischen schon fast achtzig Jahre alt, arbeitete er für Diderot, als Enzyklopädist, an der Éncyclopédie. Als er starb, war er dabei, das Lemma Inversion zu bearbeiten, das dann von Nicolas Beauzée fertiggestellt worden ist.

## Werk
Seit 1719 begann Du Marsais seine außerordentlich produktive Tätigkeit als Schriftsteller. Schon in seiner ersten Schrift La Politique charnelle de la cour de Rome… (1719) griff er in die aktuelle Debatte über die Rolle der Religion in der Gesellschaft ein. Es folgte der Essay Le philosophe, der erst 1743 in Amsterdam gedruckt herauskam, und der später in den Artikel "Philosophie" der Encyclopédie integriert wurde.
Seine erste lateinische Grammatik hatte Du Marsais 1722 für den Unterricht der Söhne des Marquis de Beauffremont verfasst. Ab hier ist sein grundsätzliches Interesse für Fragen der Sprache und der Grammatik zu datieren.
Er begann mit der Planung eines siebenbändigen Werks mit dem Titel  Les Véritables Principes de la grammaire, von dem 1729 ein Band mit Vorwort und 1730 Band VII  mit dem Titel Des tropes […] ouvrage utile pour l’intelligence des auteurs et qui peut servir d’introduction à la rhétorique et à la logique gedruckt wurden; ein Buch, das zunächst keinerlei Erfolg hatte.
Einzelne für das Werk geschriebene Abhandlungen wurden später von Du Marsais für die Encyclopédie bearbeitet; die Lemmata Abécédaire (ABC-Buch), Accent (Akzent), Acception (Bedeutung), Construction (Konstruktion), Détermination (Determination), Distributif (Distributiv, Plurativ), Enclitique (Enklitikon), Explétif (Füllwort), Féminin (Femininum), Futur (Futur) sind von Du Marais signiert.
Das sprachphilosophische Werk Du Marsais’ weist sowohl Züge des Sensualismus wie des Rationalismus auf. Die lexikalische Bedeutung erklärt er sensualistisch, auch mit Hilfe von Metaphern, wie in seinem Essay Des tropes .... Dabei schlägt er vor, dass Wörterbücher zuerst die eigentlichen Bedeutungen angeben sollen, sowie die daraus ableitbaren Nebenbedeutungen, und dann erst eigentliche figürliche Wortbedeutungen. Syntaktische Strukturen erklärt er rationalistisch. Die Struktur von Subjekt, Verb und Objekt entspreche der Ordnung von Natur und Denken. Diese natürliche Ordnung wird herangezogen, wenn natürlichsprachige Sätze analysiert werden, wobei nach dem Schema von Komposition und Decomposition gemäß bestimmter Prinzipien oder Regeln, nicht mittels Ableitung von Theoremen verfahren wird. Diese Vorgehensweise wurde etwa von Noël-Antoine Pluche (1688–1761) kritisiert.

## Textausgaben, online
- Exposition d’une méthode raisonnée pour apprendre la langue latine. 1722
- Des tropes ou Des différents sens dans lesquels on peut prendre un même mot dans une même langue. 1730
- Nouvelles libertés de penser. 1743
- (nur Hrsg.) De l’ame, et de son immortalité. 1751
- Logique et principes de grammaire. 1792, 1971
- Opuscules philosophiques et littéraires, la plupart posthumes ou inédites. 1796
- Le philosophe. 1797
- Les tropes de Dumarsais. Belin-le-Prieur, 1818
- Les véritables principes de la grammaire ou Nouvelle grammaire raisonnée pour apprendre la langue latine. 1971
- Analyse de la religion chretienne. 1972